# Lilja
Lilja či Lilja navždy (švédsky Lilja 4-ever) je oceňované švédské filmové drama z roku 2002 od Lukase Moodyssona. Silné tragické drama volně inspirované skutečnou událostí prostřednictvím 16leté Lilji realisticky popisuje depresivitu a marasmus postsovětské společnosti a krutost obchodování s lidmi a sexuálního otroctví.
Film získal mj. 4 Zlatohlávky včetně ceny za nejlepší film nebo nominaci na Evropskou filmovou cenu za nejlepší herečku a nejlepší film. Premiéru v ČR měl 1. dubna 2004.

## Děj filmu
Šestnáctiletou Lilju žijící na šedém bezperspektivním předměstí Petrohradu nechala matka napospas a odstěhovala se s přítelem do USA. Stává se z ní rebelka a velké ideály, že své město opustí a přestěhuje se někam, kde bude šťastná, neopouští. Po tom, co jí zradí nejlepší kamarádka Nataša a před svým otcem na ní svede svou prostituci, když u ní našel velké množství peněz, sama se pouští do experimentů a zkusí se prodávat. Jediným skutečným přítelem jí je Voloďa, třináctiletý bezprizorní hoch, který se s ní protlouká. Z neštěstí ji vytrhne až starší hezoun Andrej, který jí slibuje krásný život ve Švédsku. Lilja mířící do Švédska nechává Voloďu samotného, tak jako kdysi matka ji. Na poslední chvíli před odletem musí náhle odjet za svou babičkou a Lilju posílá letadlem samotnou s tím, že za ní co nejdříve přiletí. Lilja ihned po příletu na letiště poznává, že se stala obětí podvodu, zanedlouho je nucena k prostituci a jako rebelka dostává od svého pasáka zabrat. Nešťastné Lilje se podaří po čase uprchnout, ale už je tolik psychicky vyčerpaná, bezradná a zničená, že najde svůj definitivní klid ve skoku z mostu. Nepřemluví jí ani zesnulý chlapec Voloďa, který jí od své smrti v mysli provázel.

## Obsazení
| Oksana Akiňšina    | Lilja                 |
| Artjom Bogučarskij | Voloďa, kamarád Lilji |
| Ljubov Agapova     | matka Lilji           |
| Pavel Ponomarjov   | Andrej                |
| Lilija Šinkarjova  | teta Aňa              |
| Elina Benensonová  | Nataša, kamarádka     |

## Ocenění
Film získal několik ocenění a nominací na festivalech po celém světě:
- Filmové ceny Zlatohlávek 2003
  - cena za nejlepší film
  - cena za nejlepší režii
  - cena za nejlepší herečku – Oksana Akiňšina
  - cena za nejlepší kameru – Ulf Brantås
  - nominace na cenu za nejlepšího herce – Artjom Bogučarskij
- Evropské filmové ceny
  - nominace na cenu za nejlepší film
  - nominace na cenu za nejlepší herečku – Oksana Akiňšina
- Gijónský mezinárodní filmový festival 2002
  - cena za nejlepší film
  - cena za nejlepší herečku – Oksana Akiňšina
- Rouenský severský filmový festival 2003
  - cena za nejlepší herečku – Oksana Akiňšina
- Zimbawský mezinárodní filmový festival
  - cena za nejlepší kameru – Ulf Brantås
- Brasilijský mezinárodní filmový festival
  - cena za nejlepší režii

## Zajímavosti
- režisér Lukas Moodysson neumí rusky, Oksana Akinšina zase neumí švédsky. K dorozumívání během natáčení byl proto potřeba tlumočník.
- film byl druhou rolí Oksany Akinšiny a debutem pro Artjoma Bogučarského.
- Mám rád Rusko. Když jsem byl kluk, fandil jsem sovětskému hokejovému týmu. Obvykle nám to natírali 10-0. Babička mojí babičky z matčiny strany pocházela z Ruska, což mě dělá z 6,25% Rusem. A já jsem pyšný na tu malou část, kterou jsem podědil.[1] – Lukas Moodysson o svém vztahu k Rusku během interview o filmu

## Soundtrack
1. Rammstein – Mein Herz brennt
2. Via Gra – Bomba
3. Fläskkvartetten – O virtus sapientie
4. Nathan Larson – The bridge
5. Double N – The ride
6. Valeria – Taju
7. Antiloop – Only U
8. French Affair – Sexy
9. Antiloop – Let your body free
10. Valeria – Ne obischai menja
11. Valeria – Ne obmanyvai
12. Maarja – All the love you needed
13. Alphaville – Forever young 2001
14. t.A.T.u. – Nas ně dogoňat
15. Lambretta – Piece of my heart
16. Da Buzz – Wanna be with me
17. Blanka – I smell of you
18. Vivaldi – Al santo sepolcro
19. Rammstein – Mein Herz brennt